# Fritztaler Berge
Die Fritztaler Berge sind der Ostteil der Salzburger Schieferalpen. Sie liegen im Pongau (dem Bezirk St. Johann) des Landes Salzburg, der Ostteil im Steirischen Ennstal (Bezirk Liezen) des Bundeslands Steiermark.

## Zur Benennung
Die Bezeichnung der Gebirgsgruppe ist hauptsächlich in der österreichischen Hydrographie und Geologie verbreitet, weniger in der Bergliteratur, da sie kaum alpinistische Ziele bietet. Der Name bezieht sich auf das quer durch die Gruppe ziehende Fritztal.
Veraltet findet sich auch Gründecker Berge,
nach dem höchsten Gipfel.

## Lage und Landschaft

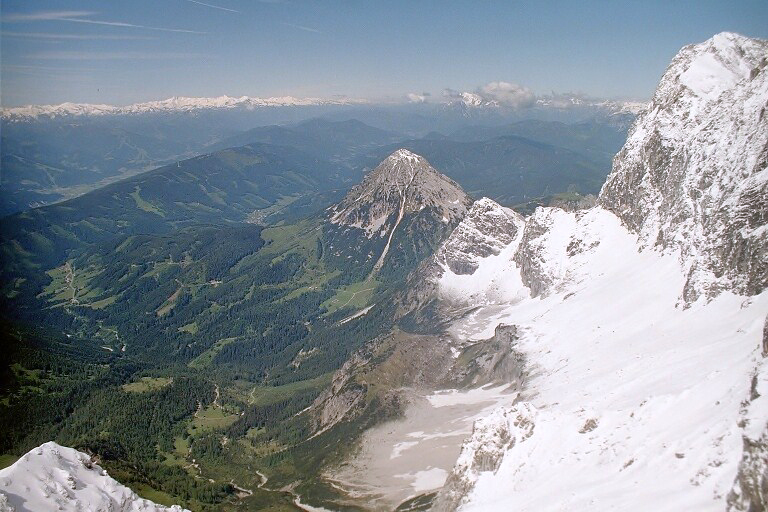
Blick von der Hunerkogel-Bergstation der Dachstein-Südwand-Seilbahn auf die Fritztaler Berge: Links der lange Zug des Rossbrand, dahinter das Hochgründeck, links davon das Radstädter Becken; mittig das Fritztal, rechts davon der Gerzkopf; dahinter schon die Dientner Berge hinter dem Bischofshofen-St.-Johanner Becken; vorne der Rötelstein und der Torstein des Dachsteinstocks. Am Horizont der Alpenhauptkamm mit Großglockner und Großvenediger

Die Fritztaler Berge erstrecken sich vom Salzachtal, dem Pongauer Becken bei Bischofshofen und St. Johann (Salzachpongau) bis an den Oberlauf der Enns (Ennspongau und Schladming). Dabei liegen sie zwischen den Niederen Tauern im Süden, und im Norden dem Tennengebirge bis an den Südfuß des Dachsteinmassivs im Osten. Dort läuft die Gruppe zwischen nördlichen Kalkalpen und Zentralalpen spitz aus.
Wie die ganzen Schieferalpen sind sie von Mittelgebirgscharakter, kuppig mit ausgedehnten Gratzügen, mit Höhen unter 2000 m, im Unterschied zu den Grasbergen des westlichen Pongau, Pinzgau und Tiroler Oberlands aber bis in die Gipfelflur bewaldet. Auch sonst zeigen sie in Klima und Vegetation die typischen Charakteristika der nördlichen Zwischenalpen.

## Umgrenzung und benachbarte Gebirgsgruppen
Nach der Gebirgsgruppengliederung nach Trimmel trägt die Gruppe die Nr. 1430 (in 1400 Nordtiroler-Salzburger Schieferalpen) und umgrenzt folgendermaßen
- im Westen St. Johann im Pongau – Salzach bis Bischofshofen zu den Dientener Bergen (1420, nämlich Schneeberg–Hochglockner-Gruppe 1422)
- im Nordwesten Fritztal aufwärts – St. Martinbach bei Hüttau aufwärts über St. Martin am Tennengebirge – Lungötz im Lammertal zum Tennengebirge (1511)[4]
- im Nordosten Lungötz – Neubach aufwärts – Arzbergalm – Marcheggsattel – Hofalm – Warme Mandling abwärts über Filzmoos bis Einmündung Kalte Mandling – diese und den Schildlehenbach aufwärts – Ramsau – Ramsaubach abwärts bis Weißenbach (Gemeinde Haus) im Ennstal zum Dachstein (1540), und zwar Gosaukamm 1541 bis Hofalm, Hoher Dachstein und südliche Vorlagen 1543 bis Ramsau, dann Miesberge[5]
- im Südosten Enns von Weißenbach aufwärts über Schladming bis Gleiming (Gemeinde Pichl-Preunegg, Einmündung Forstaubach) zu den Schladminger Tauern (2620), und zwar bis Schladming zur Hochwildstelle-Gruppe (Sölktal/Untertal 2625), dann Kalkspitzen (Obertal/Forstau 2622)
- im Südwesten Enns weiter über Mandlingpass (steirisch-salzburgische Landesgrenze) – Radstadt – Altenmarkt – Litzlingbach bei Reitdorf (Gemeinde Flachau) – Wagrainer Höhe – Schwaighofbach – Wagrain – Wagrainer Bach – St. Johann zu den Radstädter Tauern (2610), und zwar bis Radstadt Seekarspitze-Gruppe (Forstau/Taurachtal 2621), bis Reitdorf Steinfeldspitze-Gruppe (Taurach-/Ennsquelltal 2615), bis Wagrain Mosermandlgruppe (Ennsquell-/Kleinarltal 2614), ab Wagrain Draugsteingruppe (Kleinarl-/Großarltal 2613)

## Gliederung und Gipfel
Die Gruppe zerfällt in vier Untergruppen, jeweils vier inselbergartige Massive, durch wenig markante Talpässe getrennt:
- Hochgründeck (1827 m ü. A., Trimmel 1431), Bergstock im Westen, zwischen Sankt Johann, Wagrain und Flachau, der höchste Gipfel der Gruppe, einer der höchsten bewaldeten Berge Europas, mit einigen Gratgipfeln
- Rossbrand (1770 m ü. A., Trimmel 1432), zentraler, West-Ost-streifender Kamm zwischen Altenmarkt/Eben, Radstadt und Filzmoos, Aussichtsberg (Seilbahn von Filzmoos) mit markanter Sendeanlage
- Gerzkopf (1728 m ü. A., Trimmel 1433), Stock im Norden, zwischen Filzmoos und Lungötz im Lammertal, schon der Fuß des Dachsteinmassivs an der Bischofsmütze, bis zum Gipfel bewaldetes sanftkuppiges Kalkmassiv, aber landschaftlich den anderen Bergen der Gruppe ähnlich, Natura 2000- und Naturschutzgebiet (Europaschutzgebiet Gerzkopf)
- Ramsauleiten (Rittisberg 1565 m ü. A., Trimmel 1434), Hochplateauartiger kleiner, teil besiedelter Zug im Osten zwischen Schladming und der Ramsau

## Geologie
Der Hauptteil der Schieferalpen werden geologisch zur Grauwackenzone gerechnet, in den Fritztaler Bergen liegen im Kernbereich ausschließlich Schattberg-Formation/Löhnersbach-Formation/Jausern-Formation (Ordovizium–Devon). Der ganze Gerzkopf bildet sich aber aus Werfener Schichten (Untertrias), wird also als deren Grundgebirge gesteinskundlich schon zu den Kalkalpen gezählt, Schollen dieses Systems finden sich am Hochgründeck. Dort liegen auch die typischen West–Ost-streichenden Adern der Silikatgesteine des Silurs und Oberdevons, die etwa das Goldegger Plateau im Westen auf der anderen Seite des Salzachtals bauen. Dazwischen, und auch am Altenmarkter Feuersang, greift die Grauwacke südlich der orographischen Grenzen aus, gegen Süden schließen an der Salzach-Ennsstörung die komplexen Schladming-Seckau- und Radstädter Deckensysteme (Ostrand des Tauernfensters) an.
Die ganze Ramsauleiten liegt südlich der Störungslinie, die den Südfuß des Dachsteinstocks anschneidet, und baut sich an der Oberfläche aus Sedimenten des Würm auf, im Untergrund aus dem Ramsaudolomit, der sich ostwärts bis zum Sonnwendkogel zieht. Halserberg (1398 m ü. A.) und Saumerberg (1229 m ü. A.) am Mandlingpass sind offener Dolomit. Insofern kann dieser Teil auch als Vorlage des Dachstein gesehen werden. Den Eibenberg (Eibenbergkopf 1405 m ü. A.) südlich bis Forstau, der ebenfalls zum Dolomitzug der Ramsau gehört, könnte man geoglogisch noch zu dieser Gruppe rechnen, orographisch ist er durch die Enns signifikant getrennt, und wird meist den Schladminger Tauern zugerechnet.

## Tourismus
Die Fritztaler Berge sind als leichtes Wandergebiet umfangreich erschlossen, der Westen zählt zur Tourismusregion Salzburger Sportwelt, der Osten zu Schladming–Dachstein, der Norden zum Lammertal. Erstere beide sind auch Mitglied des Schiverbunds Ski amadé, hier finden sich auch einige kleinere Schigebiete (Monte Popolo in Eben am Roßbrand, Filzmoos auf Roßbrand und Gerzkopf, Hahnbaumlifte St. Johann am Hochgründeckfuß). Die Berghütten sind durchwegs privat und meist mit dem Auto erreichbar.
Durch die Gruppe führen zwei Weitwanderwege, der Arnoweg (Etappen 50 Radstadt – Roßbrand – Filzmoos, 51 Filzmoos – Hofpürglhütte – nach Annaberg), hier auch Salzburger Almenweg (Etappen 27 & 28), und der St. Rupert Pilgerweg (Etappen Hüttau – Hochgründeck – Bischofshofen).